# エドウィン・ランドシーア
サー・エドウィン・ヘンリー・ランドシーア（Sir Edwin Henry Landseer, 1802年3月7日 - 1873年10月1日）は、イギリスの画家。彼の名は馬・犬や牡鹿などを描いた動物画によってよく知られているが、ランドシーアの最もよく知られている作品はロンドンのトラファルガー広場にあるライオンの彫刻である。 

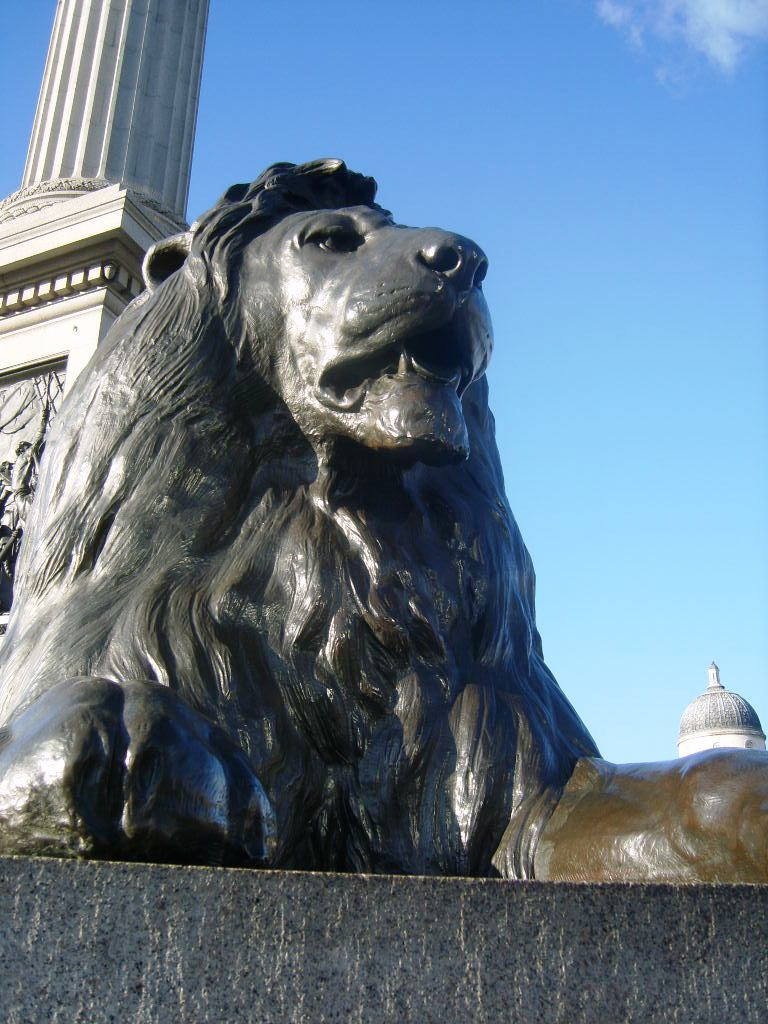
トラファルガー広場にあるランドシーア作のライオン像

## 生涯と活動
ロンドンで版画家のジョン・ランドシーアの息子に生まれた。ランドシーアは芸術的才能が早くから認められたある種の神童だった。ランドシーアは論争好きな歴史画家ベンジャミン・ヘイドンらに師事したが、ヘイドンは動物筋組織や骨格の構造を完全に理解するため若いランドシーアが解剖を実行するのを奨励したという。
1815年、ランドシーアはロイヤル・アカデミーに作品を初出品した。 1831年にはロイヤル・アカデミーの会員に選出、1850年にはナイトに叙され、そして、1866年にロイヤル・アカデミー会長に選出されるが、彼はこれを固辞している。
時としてフレデリック・リチャード・リーらと共同で作品製作にあたる事もあったランドシーアの作品は19世紀のイギリス芸術の中でも傑出したもののひとつである。彼の作品は、ロンドンのテート・ブリテン、ヴィクトリア&アルバート美術館、ケンウッド・ハウス、およびウォレス・コレクションなどに収蔵されている。 

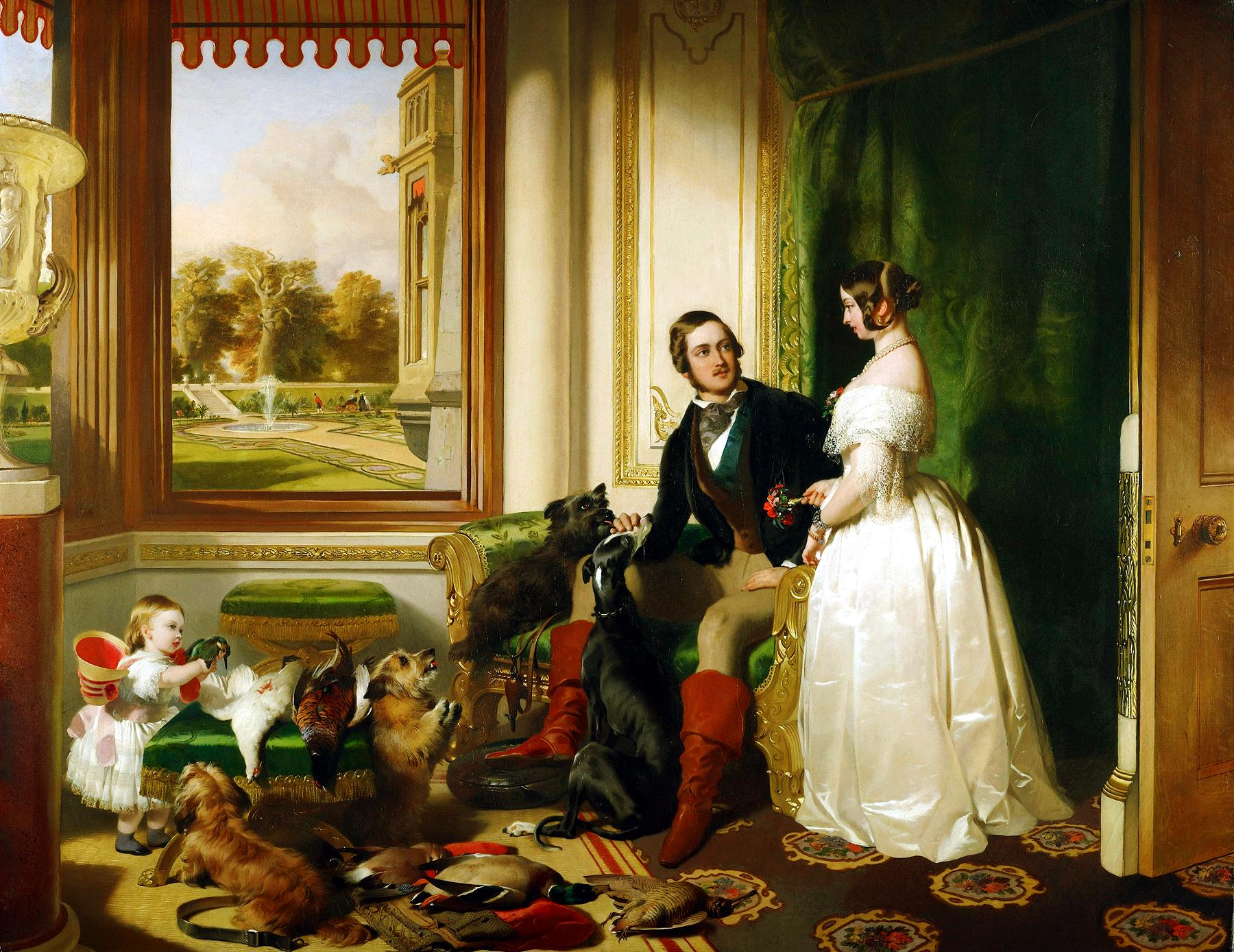
ウィンザー宮近況（1841年-1845年）

ヴィクトリア朝時代、イギリスにおいてランドシーアは動物画家として無視できない人気を誇っていた。 彼の作品の複製は中産階級の家で容易に目にできた。 ランドシーアは宮廷画家としてイギリス女王ヴィクトリアからたびたび彼女の家族やペットを描いた作品の委嘱を受けるなどイギリスの上流階級の間にも名が知られた存在だった。 ランドシーアと女王を結びつけたのはスコットランドやハイランドの風土への共感だった。ハイランドはランドシーアに多くの作品の題材を提供した。例えば彼の出世作「The Hunting of Chevy Chase」(1825-1826)「An Illicit Whiskey Still in the Highlands」(1826-1829)や「谷間の王者」(1851)「Rent Day in the Wilderness」(1855-1868)などである。ランドシーアの描いた『ウィンザー宮近況』をとても気に入ったビクトリア女王は、ランドシーアに「サー」の称号を贈った。

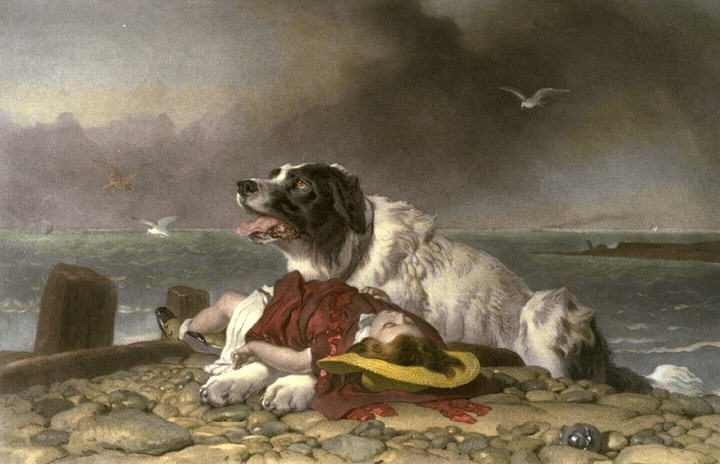
救出成功（1856年）

この頃、ランドシーアは犬を描かせられれば、右に出るものがいないといわれていた。ランドシーアの犬の絵の中でもっともポピュラーな位置を占めるのは、水難救助をする白黒まだら模様のニューファンドランド犬を描いた絵であろう。ランドシーアはこの模様のニューファンドランド犬を好んで描き、今日白黒まだら模様のニューファンドランド犬は彼にちなんでランドシーアの名で呼ばれている。主要な作品を挙げるだけでも「救出終了」(1827)「愛護協会の著名な一員」(1838)「救出成功」(1856)など枚挙に暇がない。「救出成功」で描いた犬の種類はいつしか「ランドシーア」と呼ばれるようになった。
ランドシーアは30代の時期に神経衰弱に罹患、没するまで神経衰弱に苦しみ、それを紛らわすためアルコールと薬物に頼りますます悪化するという悪循環を繰り返す事になる。特に晩年のランドシーアは精神の安定を大きく欠き、彼の家族の依頼によって1872年7月、狂気に陥ったと宣告された。
1873年10月1日、ランドシーアの訃報はイギリス全国に伝えられた。葬儀の日にはロンドン各地で半旗が掲げられ、店や住宅のブラインドは閉じられ、トラファルガー広場ネルソン記念柱を囲むランドシーア作の青銅製ライオンには喪章が掛けられた。そして、大群衆は彼の葬列が通るのを見るために通りに立ち並んだ。 ランドシーアはロンドンのセント・ポール大聖堂に葬られている。

## 主な作品
- 『少年と犬』  1825年
- 『コミカル ドッグ』  1836年
- 『老羊飼いの喪主』  1837年
- 『ウィンザー宮近況』  1841年-1845年
- 『救出成功』  1856年
- 『計画は人にあり、決裁は神にあり』 1864年